# Bagnolo Piemonte
Bagnolo Piemonte es una localidad y comune italiana de la provincia de Cuneo, región de Piamonte, con 5.969 habitantes.

## Evolución demográfica
| Gráfica de evolución demográfica de Bagnolo Piemonte entre 1861 y 2001 |
|                                                                        |
| Fuente ISTAT - elaboración gráfica de Wikipedia                        |